# KAT-TUN Live 海賊帆
『KAT-TUN Live 海賊帆』（カトゥーン ライブ かいぞくばん）は、日本の男性アイドルグループ、KAT-TUNの2枚目のDVD。
名古屋・横浜・大阪で全14公演が行われた“KAT-TUN Live 海賊帆”より、2005年1月4日横浜アリーナ公演を収録。2枚組である。2005年度オリコン年間DVD音楽チャート1位となった。

## 収録内容

### DISC1
1. 海賊帆 Overture
2. GOLD
3. Le Ciel 〜君の幸せ祈る言葉〜
4. NEVER AGAIN
5. ハルカナ約束
6. Peacefuldays
7. MY ANGEL, YOU ARE ANGEL
8. REAL7 - 田中聖
9. ジンクス - 中丸雄一
10. 狂いかけた歯車 - 田口淳之介
11. FIGHT ALL NIGHT
12. Messenger
13. Conga
14. 愛のSenorita
15. Moon River - 赤西仁
16. Oh-E-Oh! 太陽のSalsa! - 亀梨和也・赤西仁・田口淳之介・田中聖・中丸雄一
17. Love in snow - 上田竜也
18. 絆 - 亀梨和也
19. HEARTBREAK CLUB
20. LOVE or LIKE
21. CLAP 〜今日より明日〜 - 田中聖・中丸雄一
22. I LIKE IT
23. DESTINY
24. DRIVE ME DRIVE ON
25. ムラサキ - 赤西仁
26. GOLD
27. ピカピカII
28. オリジナル・ブルー
29. ツキノミチ
30. ノーマター・マター
31. ど〜にかなるさ

### DISC2
1. Live海賊帆 について （スペシャル・インタビュー）
2. 本番を迎えたときの気持ち （スペシャル・インタビュー）
3. ウラばなし （スペシャル・インタビュー）
4. ソロ曲について （スペシャル・インタビュー）
5. マイブーム （スペシャル・インタビュー）
6. Liveを終えて （スペシャル・インタビュー）